# КК Боровица Рума
Кошаркашки клуб Боровица, или чешће КK Боровица Рума, је био професионални кошаркашки клуб, са седиштем у Руми (Србија, Југославија) од 1994. године. Пре тога клуб је био лоциран у Подгорици. 1999. године је клуб угашен.

## Историја
Најуспешније сезоне овог клуба су биле од 1994. до 1998. године. Клуб је 1994-95 завршио сезону ЈУБА Лиге као другопласирани, пошто је изгубио у финалу плеј-офа од Партизана. Клуб је такође играо у ФИБА Кораћ Купу у сезони 1995-96.

## Тренери
- Звездан Митровић (1993-1994)
- Жељко Лукајић (1994-1995)
- Јанко Луковски (1995-1996)

## Значајни играчи
- Зоран Сретеновић (1994-1995, 1996-1997)
- Милета Лисица (1994-1995)
- Владимир Драгутиновић (1994-1996)
- Зоран Миловић (1996-1998)
- Слободан Агоч (1997-1998)